# Całka Poissona
Niektóre z zamieszczonych tu informacji wymagają weryfikacji.
 Po wyeliminowaniu niedoskonałości należy usunąć szablon {{Dopracować}} z tego artykułu.
Całka Poissona — całka wyznaczająca rozwiązanie zagadnienia Dirichleta dla równania różniczkowego Laplace'a dla koła i kuli w przestrzeni euklidesowej Rn.
Jeśli u jest funkcją harmoniczną w kuli w Rn z promieniem R i środkiem w środku układu współrzędnych, wtedy:
{\displaystyle u(x)={\frac {R^{2}-|x|^{2}}{\omega _{n}R}}\int \limits _{\partial B_{R}}{\frac {u(y)}{|x-y|^{n}}}\,dS(y)}
gdzie {\displaystyle \omega _{n}} jest powierzchnią n-wymiarowej sfery jednostkowej.